# Annona rensoniana
Annona rensoniana är en kirimojaväxtart som först beskrevs av Paul Carpenter Standley, och fick sitt nu gällande namn av H. Rainer. Annona rensoniana ingår i släktet annonor, och familjen kirimojaväxter. Inga underarter finns listade i Catalogue of Life.